# Бурак, Александр Филиппович
Александр Филиппович Бурак (10 июля 1921 года — 29 апреля 1997 года) — уральский живописец, профессор Свердловского архитектурного института (1968—1989). Член Союза художников СССР (1951), Заслуженный художник РСФСР (1964).

## Биография
Родился 10 июля 1921 года в деревне Ефремовка (ныне — Барабинский район Новосибирской области). В 1930 году семья переехала в город Кемерово.
В 1937 году Бурак уехал поступать в художественное училище в Москве. Успешно сдал экзамен по рисунку и живописи, но отказался от дальнейшей сдачи экзаменов, так как в училище готовили художников по росписи тканей, мастеров декоративно-прикладного искусства. Бурак принял решение вернуться домой и окончить среднюю школу.
В Москве познакомился с другом своего отца, архитектором Коноплевым. Под влиянием рассказов Коноплева решил стать зодчим. Вернувшись домой, в 1938 году окончил 10-й класс школы № 56.
Годы его дальнейшей учёбы (1938—1943) проходили на архитектурном факультете Новосибирского строительного института им. В. В. Куйбышева. Одновременно он подрабатывал художником-мультипликатором в Новосибирской студии научно-популярных фильмов.
После окончания института, в 1944 году, Бурак был назначен главным художником цветного документального фильма «Нетронутый Урал». Съемки проходили в Свердловске и Свердловской области. На Урале познакомился с художниками И. К. Слюсаревым, В. С. Зиновым и другими. Свердловские пейзажисты стали его учителями в живописи с натуры. Фильм «Нетронутый Урал» не был закончен, однако почти через 10 лет А. Бурак создал полотно под названием «Нетронутый Урал».
С 1946 года Бурак жил в Свердловске, работал в проектном институте. Картины писал в свободное время.
В 1950 году правление Союза художников откомандировало Бурака на учебу на творческую базу под Москвой. Там художник учился, общался с мастерами живописи из Киева, Ленинграда, Москвы. Занятия на базе проводили художники П. Соколов-Скаля, Г. Нисский, Г. Шегаль, П. Крылов и др. После возвращения домой Бурак лето 1951 года провел на Южном Урале в Симе, где работал на природе, устроив мастерскую в скалах. Там была написана его картина «На Южном Урале».
В 1951 году принят в Союза художников СССР, в 1964 году получил звание «Заслуженный художник РСФСР».
В 1958 году путешествовал на теплоходе «Грузия» вокруг Европы, побывав в Брюсселе на Всемирной выставке, в Антверпене, в Лувре, Париж и др. Результатом поездки были картины «Бездомные», «У станции метро», «На улицах Неаполя», «На улицах Стамбула» и др.
В 1968—1989 годах работал зав. кафедрой рисунка, живописи и скульптуры Свердловского архитектурного института, профессор.
Семья: жена Клара Михайловна, дочери Юлия и Лариса, внуки Арина, Даша, Лиза, Саша.
Скончался 29 апреля 1997 года. Похоронен на Сибирском кладбище Екатеринбурга.

## Творчество
Писал картины в основном в пейзажном и бытовом жанрах. Имея образование архитектора, он обращал в картинах внимание к точности проработки, любой мелочи.
В 50-60-е годы XX века им была создана серия эпических картин, индустриальных пейзажей.
В 50-е годы получил известность как мастер жанровой живописи. Лучшей его картиной в этой области живописи стала картина «К сыну за помощью».
Пейзажам художника свойственно тематическое и сюжетное разнообразие: это картины «Нетронутый Урал», «Тишина», пейзажи деревень «Огни уральского колхоза» (1955) и др.
Произведения А. Бурака хранятся в Государственной Третьяковской галерее, Екатеринбургском музее изобразительных искусств, в частных коллекциях.

## Основные работы
А. Бурак — автор около 3000 живописных работ, включая:
- Эпические полотна «На Южном Урале», «Нетронутый Урал», «Каменный пояс», «Урал, Урал».
- Серия картин «Индустриальный Урал», картины «Тишина», «Нетронутый Урал», «Дети Алжира», «Вознесенский собор», «На Севере дальнем. Ямал. Земля и люди» и др.
- Жанровая живопись: картина «К сыну за помощью».

## Выставки
- Впервые работы художника выставлялись на Областной выставке свердловских художников (1947).
- Всесоюзная выставка (1951) в Государственной Третьяковской галерее.

В дальнейшем он был участником около 50-ти областных, республиканских, всесоюзных, персональных художественных выставок в России и за рубежом (галерея Марко Датрино, Италия).
Был участником выставок на Всемирном фестивале демократической молодежи в Бухаресте (1953 г.), в Варшаве (1955 г.), в Королевской Академии художников в Англии (1967 г.), выставке-продаже во Франции (1969, Канны).

## Награды
- Почетная грамота Президиума Верховного Совета РСФСР.
- Медаль «За доблестный труд» (1966).